# Тайна Елг
Тайна Елг (на английски: Taina Elg) е финландско-американска актриса и танцьорка.

## Биография
Тайна Елг е родена на март 1930 г. в Хелзинки, Финландия, и е отгледана в Турку от родителите си Аке Елг (роден Лудвиг), финландски пианист, и Хелена Дорумова (която е от руски произход).

### Кариера
Тайна Елг подписва седемгодишен договор с Метро-Голдуин-Майер в средата на 1950-те години.
През 1957 г. печели награда Златен глобус за чуждестранна новодошла актриса. През 1958 г. вече е носителка и на Златен глобус за най-добра актриса в мюзикъл или комедия за изпълнението си в „Момичетата“ (Les Girls, 1957), заедно със известната и утвърдена актриса Кей Кендал. 
През 1958 г. тя е номинирана за Златен Лоуръл като най-добра нова актриса. През 1959 г. заедно с Кенет Мор участва в „39-те стъпки“. През 1975 г. е номинирана за награда Тони за изпълнението си като Дона Лусия Д'Алвадорес в „Къде е Чарли?“. Тя се появява в оригиналната продукция на „Девет“ на Бродуей като майка на Гуидо Контини.

### Личен живот
Нейният син от първия й брак с Карл Бьоркенхайм, който завършва с развод през 1958 г., е финландско-американският джаз китарист Раул Бьоркенхайм. През 1982 г. Елг се жени повторно за Роко Капорале, роден в Италия педагог и професор по социология. Тя живее в Ню Йорк. 

## Избрана филмография
| година | филм                    | оригинално заглавие      | роля           | режисьор             |
| ------ | ----------------------- | ------------------------ | -------------- | -------------------- |
| 1957   | Момичетата              | Les Girls                | Анджъли Дюкрос | Джордж Кюкор         |
| 1970   | Херкулес в Ню Йорк      | Hercules in New York     | Немезида       | Артър Алън Сайделман |
| 1996   | Огледалото е с две лица | The Mirror Has Two Faces | Професор       | Барбара Стрейзънд    |